# Sunland
Sunland är ett område i norra delen av staden Los Angeles, Kalifornien och utgör en del av Crescenta Valley i anslutning till Verdugo Mountains och San Gabriel Mountains.
Liksom San Fernando Valley, bebyggdes Sunland i huvudsak under 1950- och 60-talen. Efter år 2000 har ny villabebyggelse tillkommit, bland annat i Shadow Hills.